# Wolf-Dieter Lange
Wolf-Dieter Lange (* 7. Juli 1939 in Hamburg; † 17. Februar 2023 in Bonn) war ein deutscher Romanist und Hochschullehrer.

## Leben
Lange studierte von 1960 bis 1965 in Köln. Nach der Promotion zum Dr. phil. am 28. Februar 1966 in Köln und der Habilitation an der Universität Köln 1970 wurde er 1971 Professor für romanische Philologie in Bonn.

## Schriften (Auswahl)
- Philologische Studien zur Latinität westhispanischer Privaturkunden des 9.–12. Jahrhunderts. Leiden 1966, OCLC 636732166.
- El fraile trobador. Zeit, Leben und Werk des Diego de Valencia de León (1350?–1412?). Frankfurt am Main 1971, OCLC 901306069.
- mit Werner Besch und Doris Walch-Paul: In memoriam Gerhard Meissburger. Reden, gehalten am 7. Juni 1980 bei der Gedächtnisfeier der Rheinischen Friedrich-Wilhelms-Universität Bonn. Bonn 1981, ISBN 3-416-09144-2.
- mit Christian Gnilka und Willy Schetter: In memoriam Wolfgang Schmid. Reden, gehalten am 28. Januar 1981 bei der Gedenkfeier der Universität Bonn. Bonn 1982, ISBN 3-416-09147-7.